# Jánico
Jánico es un municipio de la República Dominicana, que está situado en la provincia de Santiago.

## Localización
Jánico está situado al sur del municipio de Santiago de los Caballeros, a una altitud de 372 metros sobre el nivel del mar. 

## Límites
Municipios limítrofes:
|                              | Norte: Santiago de los Caballeros |                                |
| Oeste: San José de Las Matas |                                   | Este: Sabana Iglesia y La Vega |
|                              | Sur: Jarabacoa                    |                                |

## Demografía
En el censo de 1950 fue la segunda común del país en porcentaje de personas blancas, con 81,1 por ciento.
Poseía una población total para 2007 de 17.773 hab.

## Historia
Jánico adquirió categoría de municipio de la provincia de Santiago en 1881. 
El primer de la provincia de Santiago data del siglo XV, en época del descubrimiento, cuando los españoles erigieron la efímera Fortaleza Santo Tomás de Jánico, la primera construida tierra adentro de la isla, y segunda de toda América tras La Navidad. Los restos de este fuerte no se encuentran en Jánico, que toma su nombre del río Jánico.

## Distritos municipales
Está formado por los distritos municipales de:
| Nombre     | Código   |
| ---------- | -------- |
| Jánico     | 01250301 |
| Juncalito  | 01250301 |
| El Caimito | 01250301 |

## Economía

### Agricultura
La fuente principal de la economía del municipio es la agricultura, con el cultivo del café como referente, que lo convierte en una de las zonas cafetaleras más importantes del país. La población del municipio tiende a emigrar al exterior del país por lo que las remesas constituyen un elemento importante en la economía de este municipio.

### Turismo
Su localización en la Cordillera Central le dota de atributos paisajísticos con gran potencial para el turismo de montaña. Entre sus atractivos se destaca el embalse de Bao y un jardín botánico con una extensión de 700 hectáreas de tierra. En su frontera con el municipio de Sabana Iglesia se encuentra el complejo hidroeléctrico Taveras, localizado sobre los ríos Yaque del Norte y Bao. Está formado por las presas de Taveras, Bao y el contra embalse López Angostura. Esta dotación aporta al sistema eléctrico nacional 185 GWH y es utilizada para riego de unas 9,100 ha de tierra.
Posee además un Santuario a la Virgen de las Mercedes.